# Walter Hallstein

Bustul lui Walter Hallstein ca element al Monumentului părinților fondatori ai Uniunii Europene din Parcul Herăstrău din București

Walter Hallstein (n. 17 noiembrie 1901, Mainz - d. 29 martie 1982, Stuttgart) a fost un profesor de drept și om politic german, deputat în Bundestag din partea CDU.
În 1951 cancelarul german Konrad Adenauer (CDU) l-a numit pe Hallstein în fruntea delegației germane pentru negocierile asupra Planului Schuman de integrare a industriilor de oțel și cărbune din Franța și Germania. A fost primul președinte al Comisiei Comunității Economice Europene (azi Comisia Europeană), în perioada 1958-1967.
Între 1969 și 1972 a fost membru al Bundestagului. Numele său este asociat cu Doctrina Hallstein, o încercare de blocare a recunoașterii internaționale a Republicii Democrate Germane și a celorlalte republici comuniste, proclamate după Al Doilea Război Mondial. În privința politicii Uniunii Sovietice a avertizat asupra „finlandizării” Germaniei și a pledat pentru relații apropiate cu Statele Unite ale Americii.
A fost un susținător energic al unei Europe federale, cu o Comisie și un Parlament puternic. Hallstein s-a opus concepției despre o Europă a statelor, pentru care milita președintele francez Charles De Gaulle, cu mai multă putere acordată guvernelor naționale.
Ca omagiu pentru contribuția sa la fondarea Uniunii Europene, bustul său a fost inclus printre cele 12 busturi de oameni politici reunite în Monumentul părinților fondatori ai Uniunii Europene, inaugurat la București, la 9 mai 2006, de Ziua Europei, pe Insula Trandafirilor din Parcul Herăstrău.